# 禁忌 (医学)
医療における禁忌（きんき、英: contraindication）とは、患者に害をおよぼす可能性があるため、ある医療行為を行わない理由となる状態（状況や要因）のことである。禁忌は、ある治療法を行う理由である適応（英: indication）の対義語である。

## 概要
絶対（的）禁忌とは、ある行動をとるための合理的な状況が存在しない（つまり、その禁止が覆されることのない）禁忌である。例えば、
- 小児および10代のウイルス感染症患者には、ライ症候群のリスクがあるため、アスピリンを投与すべきではない[3]。
- 食物アレルギーのある人は、アナフィラキシーを誘発する食物を決して食べてはならない。
- ヘモクロマトーシスの患者には鉄剤を投与すべきではない。
- ある薬剤は催奇形性があるため、妊婦には投与禁忌である。サリドマイドやイソトレチノインなどがその例である。

相対（的）禁忌とは、治療による合併症のリスクは高いが、そのリスクは他の考慮事項が上回るか、他の手段によって軽減される状況での禁忌である。例えば、妊娠中の人は通常X線撮影を避けるべきであるが、結核のような重篤な疾患を診断する（そして治療する）ことの有益性が、X線撮影によるリスクを上回る場合がある。
相対的禁忌と絶対的禁忌を表すもう一つの主要な用語の組は、警告（cautions）と禁忌（contraindications）、または（同様に）注意（precautions）と禁忌（contraindications）であり、これらの用語の組はそれぞれ同義である。どちらのペアを使用するかは、各国の命名法による。例えば、英国国民医薬品集は「警告と禁忌」のペアを使用し、アメリカ疾病予防管理センターの様々なウェブページは「注意と禁忌」を使用している。後者2つのスタイルの論理は、読者を決して混乱させてはならないという考え方に基づく。この用法における禁忌という言葉は、常に絶対的な意味で使われ、曖昧さの余地がない。